# Gasparia littoralis
Gasparia littoralis är en spindelart som beskrevs av Forster 1970. Gasparia littoralis ingår i släktet Gasparia och familjen Desidae. Inga underarter finns listade i Catalogue of Life.